# Exodontha dubia
Exodontha dubia is een vliegensoort uit de familie van de Stratiomyidae. De wetenschappelijke naam van de soort is voor het eerst geldig gepubliceerd in 1838 door Zetterstedt.